# Johannes Petrelli

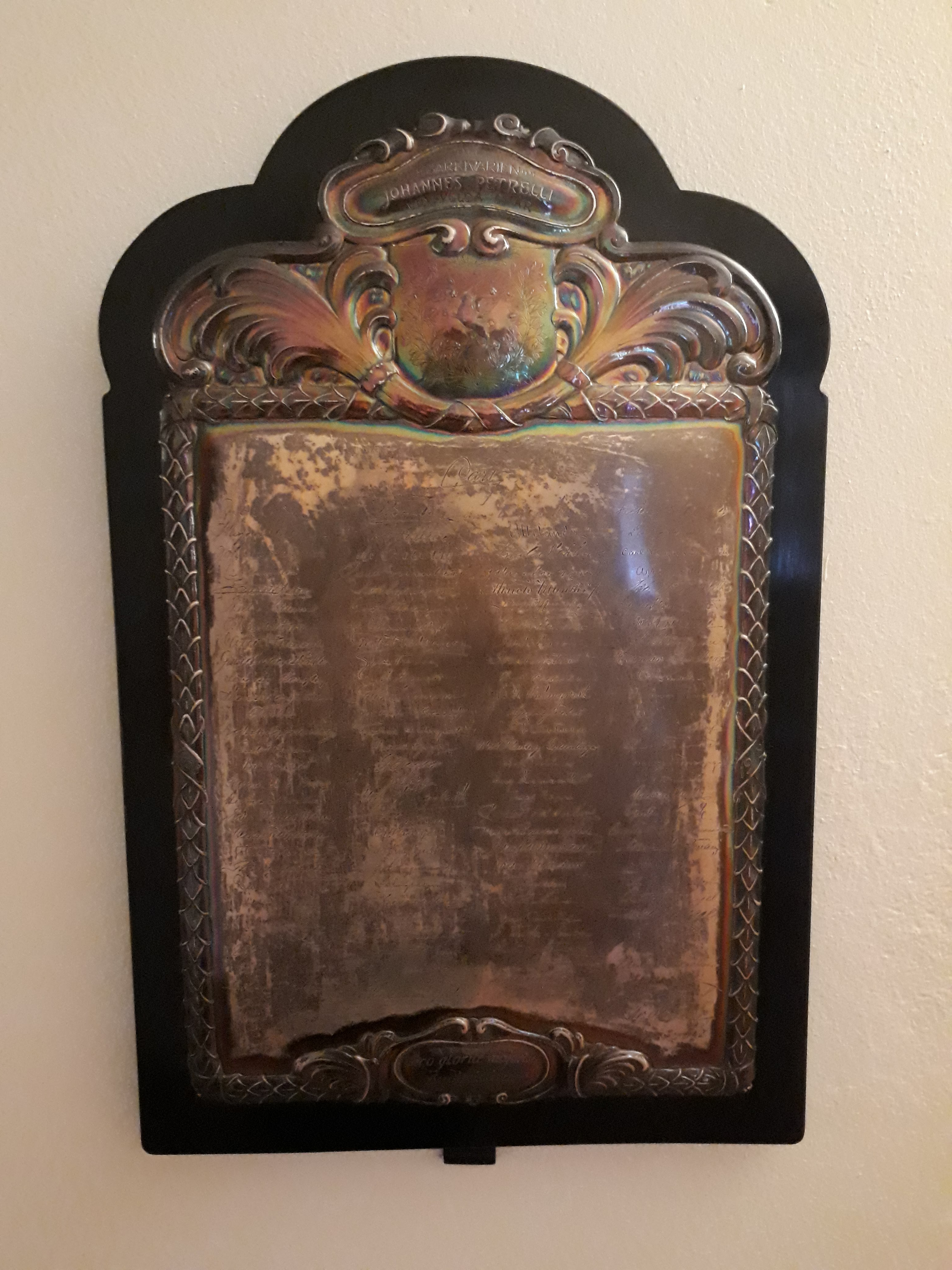
Plakett på Krigsarkivet till minne av Petrellis 65-årsdag.

Daniel Teodor Johannes Petrelli, född 2 april 1853 i Linköping, död 25 oktober 1934 i Djursholm, var en svensk militär och historieforskare.

## Biografi
Petrelli blev underlöjtnant vid Första livgrenadjärregementet 1875, genomgick Krigshögskolan 1880–1882, blev löjtnant 1882, amanuens vid Generalstaben 1884, kapten 1894 och var krigsarkivarie 1898–1918. Han var inspektor för Livrustkammaren 1906–1923 och för statens trofésamling 1907–1923. Petrelli var starkt engagerad i Krigsarkivets ordnande och särskilt bevarandet och studiet av såväl svenska som från rikets fiender tagna fanors och segertecken. Angående dessa frågor deltog han i flera kommittéer samt utgav flera arbeten, såsom Anteckningar om svenska och finska fanor och standar under konungarne Karl X Gustaf och Karl XI intill 1686  (1892), Standar och dragonfanor, från valplatser i Tyskland och kejserliga arfländerna under sextonhundratalet hemförda af svenska trupper (tillsammans med Ernst Liljedahl, 1895), Narvatroféer i statens trofésamling (tillsammans med Axel Lagrelius, 1907). Petrelli invaldes som ledamot av Samfundet för utgivande av handskrifter rörande Skandinaviens historia 1889 och av Krigsvetenskapsakademien 1897. Han blev riddare av Svärdsorden 1897 och av Nordstjärneorden 1905 samt kommendör av andra klassen av Vasaorden 1923. Petrelli är begravd på Skönberga kyrkogård.